# Благодатен огън
Благодатен, или още Свещен огън, е огън, запален по свръхестествен начин според православните християни. Това става всяка година вечерта на Страстна събота, деня преди православния Великден, в храм „Възкресение Христово“, построен точно върху Божи гроб в Йерусалим. Православните християни твърдят, че слизането на Благодатния огън е чудо. В първите минути след запалването този огън има уникалното свойство да не излъчва топлина и да не изгаря. Огънят възниква над Божи гроб като стълб от синя светлина, от който патриархът запалва свещи. Понякога се запалват спонтанно свещите и лампите около църквата. Патриархът изнася огъня пред църквата, откъдето вярващите го разнасят, а в някои случаи бива пренасян със специални самолети до по-далечни православни страни като България и Гърция.
Единственият случай, за който се твърди, че Огънят е слязъл извън пределите на храма, бил през 1579 г. Представители на арменската църква подкупили местната градска управа да получат изключителното право да получат огъня и да честват Пасха в храма. Патриарх Софроний и православните поклонници не били допуснати нито в параклиса над Божия гроб, нито въобще в храма, а били изгонени да се молят на входа. Въпреки че арменският патриарх прекарал целия ден в молитви, чудото не се случило. Вместо това огънят лумнал извън храма, точно пред православния патриарх. Предизвиканите сред миряните вълнения разгневили турските власти и те постановили пасхалната церемония винаги да се води от православния патриарх, а арменският архиерей да го следва и никога да не взема пряко участие в получаването на огъня.

## Критика
Според Шихаб ал-Дин ал-Карафи владетелят Муазам Тураншах е разобличил мошеничеството на Свещения огън, но е оставил монасите да продължат с измамата в замяна на пари.
През 1238 г. папа Григорий IX денонсира Свещения огън като измама и забранява на францисканци да участват в церемонията. Много християни остават неубедени относно явлението.
През 2005 г. в жива демонстрация по гръцката телевизия Михалис Калопулос, автор и историк на религията, потапя три свещи в бял фосфор. Свещите спонтанно се запалват след около 20 минути, поради свойствата на самозапалване на белия фосфор при контакт с въздух.